# Liboc
Liboc – część Pragi leżąca w dzielnicy Praga 6, na północny zachód oo centrum miasta. W 2006 zamieszkiwało ją 4 688 mieszkańców.